# Чомаково
Чома́ково (болг. Чомаково) — село в Кирджалійській області Болгарії. Входить до складу общини Момчилград.

## Населення
За даними перепису населення 2011 року у селі проживали 42 особи, усі — турки.
Розподіл населення за віком у 2011 році:
Динаміка населення: